# エドゥアール・アンドレ

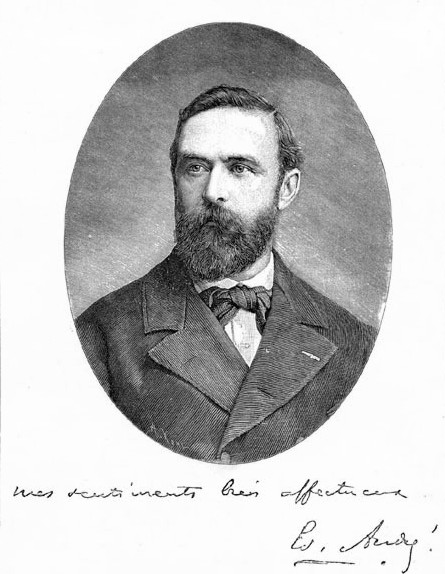
エドゥアール・アンドレ

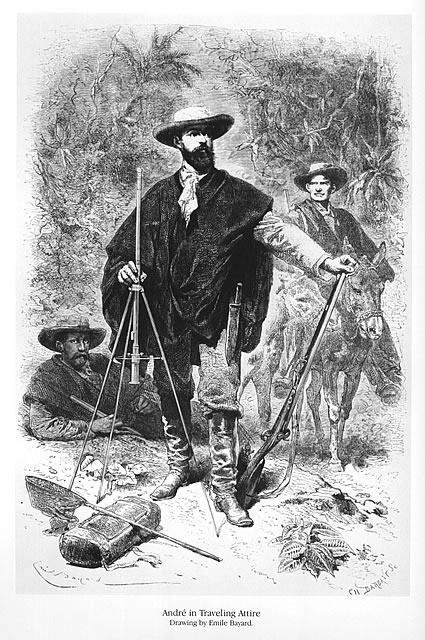
エドゥアール・アンドレ

エドゥアール・アンドレ（エドゥアール・フランソワ・アンドレ、Édouard François André、1840年7月17日 - 1911年10月25日）は、19世紀後半に活躍したフランスの造園家・造園師、ランドスケープデザイナー、ランドスケープアーキテクト。
ロシア帝国、オーストリア・ハンガリー、スイス、オランダ、デンマークとブルガリア（たとえばEuxinograd宮殿公園）モンテカルロやモンテビデオに残る有名な都市とヨーロッパ諸国での公園や公共スペース、民間人の邸宅庭園を中心に、生涯に100もの諸施設を設計している。

## おもな作品

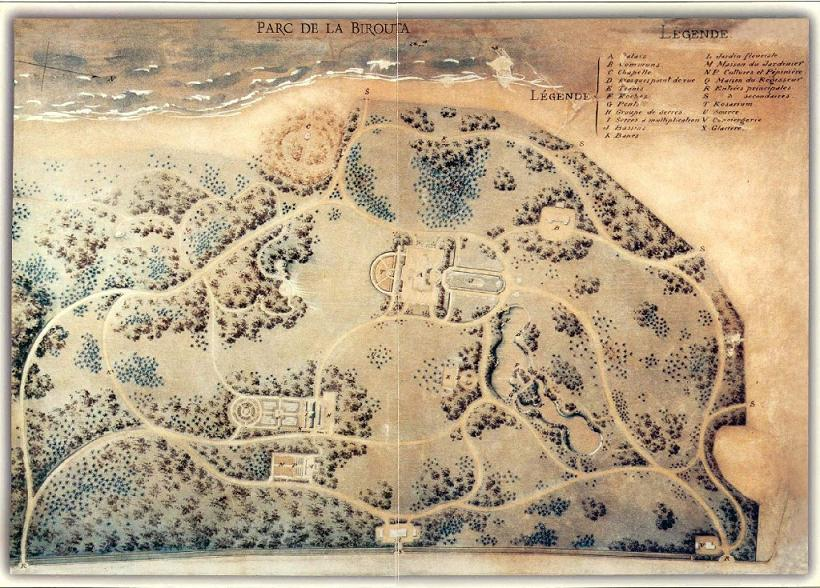
パランガ庭園の設計図

1866年、リバプール・セフトンパークの設計競技に当選し、セフトンパークの設計で国際的な名声を得る。 これに加え、さらに有名な作品はルクセンブルク城公園、ポルトガル領マデイラ諸島フンシャルの庭園、オランダ・マルケロのWeldham城庭園、フランスの公共公園コニャック、ボルゲーゼ公園ほかローマの主要な公共の公園などがある。
リトアニア・パランガでアンドレが設計した広大な伯爵宮庭園は、現在も同国で最も美しい場所のひとつとして知られる。
ここは植物公園など、アンドレによって設計された民間の4つの風景式庭園で構成されるが、この公園内に残る新バロック様式の伯爵宮殿であるティシュキエヴィッチ伯爵宮殿（ティシュケーヴィチュス宮殿）の一部は現在は琥珀博物館となっている。
人工の調和のとれた配置と楽しいアレンジメントが特徴的で園内は洞窟、滝、山のスタイルから石造りの構造物、自然水域とパノラマなど、アンドレが公園設計で使用する多くの特色がある。
著作物として、作庭のための手法論をまとめた「L'art des Jardins」「庭園技法」がある。

## 生涯
ブールジュの農場の家に生まれ、ヴェルサイユの園芸国立学校（現在のENSP）で造園を学ぶ。その後ジャン＝ピエール・バリエ＝デシャンに誘われ、1860年二十歳のとき、ジャン＝シャルル・アルファンとジョルジュ・オスマンが進めていたパリの都市改造に参加、アルファンやデシャン技師のもとで修行し、その後パリ市局のヘッドガーデナー（プリンシパル庭師）に任命された。8年間公園緑地事業に従事し、公共スペースの植栽やビュット・ショーモン公園、チュイルリー庭園といったパリ市の公園緑地の設計を多く受け持つ。セフトンパーク竣工後、1870年にはチャールズアントワーヌ・ルメールの下でボタニカルイラストのイラストエディターとしても活躍したこともある。
1875年から1876年には、麓に自生する植物採取旅行に出発、アンデスからヨーロッパの栽培に新たに多種の丈夫で柔らかい植物を導入し、その研究はアナナス、パイナップル科といった植栽手法に示唆をもたらした。この経験は1879年からの公共公園作で生かされている。死去後、パリ・モンマルトル墓地、埋葬されている。 
彼の弟子でありアシスタントだったカルロス・タイスは、1889年からブエノスアイレスで樹木が立ち並ぶ大通りや公共庭園の企画を担当。その結果、その都市はしばしばフランスの雰囲気をもつとたとえられる。